# Gardenia storckii
Espèce
Classification phylogénétique
Gardenia storckii est une espèce de plante de la famille des Rubiaceae du genre Gardénia.